# Menelaos der Pelagone
Menelaos der Pelagone (altgriechisch Μενέλαος Menélaos) war wahrscheinlich ein Fürst der obermakedonischen Landschaft Lynkestis im 4. Jahrhundert v. Chr.
Menelaos ist aus zwei Inschriften bekannt, die auf die Jahre 363/2 und 360 v. Chr. datieren. In der ersten aus Athen stammenden Inschrift wird er für seine militärische und finanzielle Unterstützung auf der Chalkidike-Halbinsel gegen Makedonien als „Wohltäter“ (Εὐεργέτης Euergétēs) gewürdigt. Weiterhin wird er hier mit dem Ethnikon „der Pelagone“ (Πελαγών Pelagṓn) genannt. Die zweite Inschrift ist ein Dekret der Ilier, die Menelaos die Ehrenbürgerwürde verliehen hatten. Darin wird er mit dem Beinamen „der Athener“ (Ἀθηναίος Athēnaíos) genannt, wohl in Gedenken an seine Unterstützung für Athen, die ihm auch die Verleihung der attischen Ehrenbürgerwürde eingebracht haben dürfte.
Menelaos wird in der Geschichtsforschung als ein Fürst von Lynkestis identifiziert. Als Indiz dazu wird sein in der Inschrift von Ilion verzeichneter Vaternamen (Patronym) „Arrhabaios“ herangezogen, der mit dem um 400 bis 390 v. Chr. auftretenden Fürsten Arrhabaios II. von Lynkestis identifiziert wird. Wahrscheinlich war Menelaos um 363 v. Chr. vom makedonischen König Perdikkas III. aus der Lynkestis vertrieben worden, worauf diese Landschaft unter die direkte makedonische Herrschaft gefallen war. Sein Exil dürfte er dann in Athen genommen haben, mit dem schon seine Vorfahren verbunden waren.